# Бочаць
Бочаць (босн. Bočac) — село в Боснії і Герцеговині, у Республіці Сербській, у громаді Баня-Лука.